# KZ-Außenlager Penig

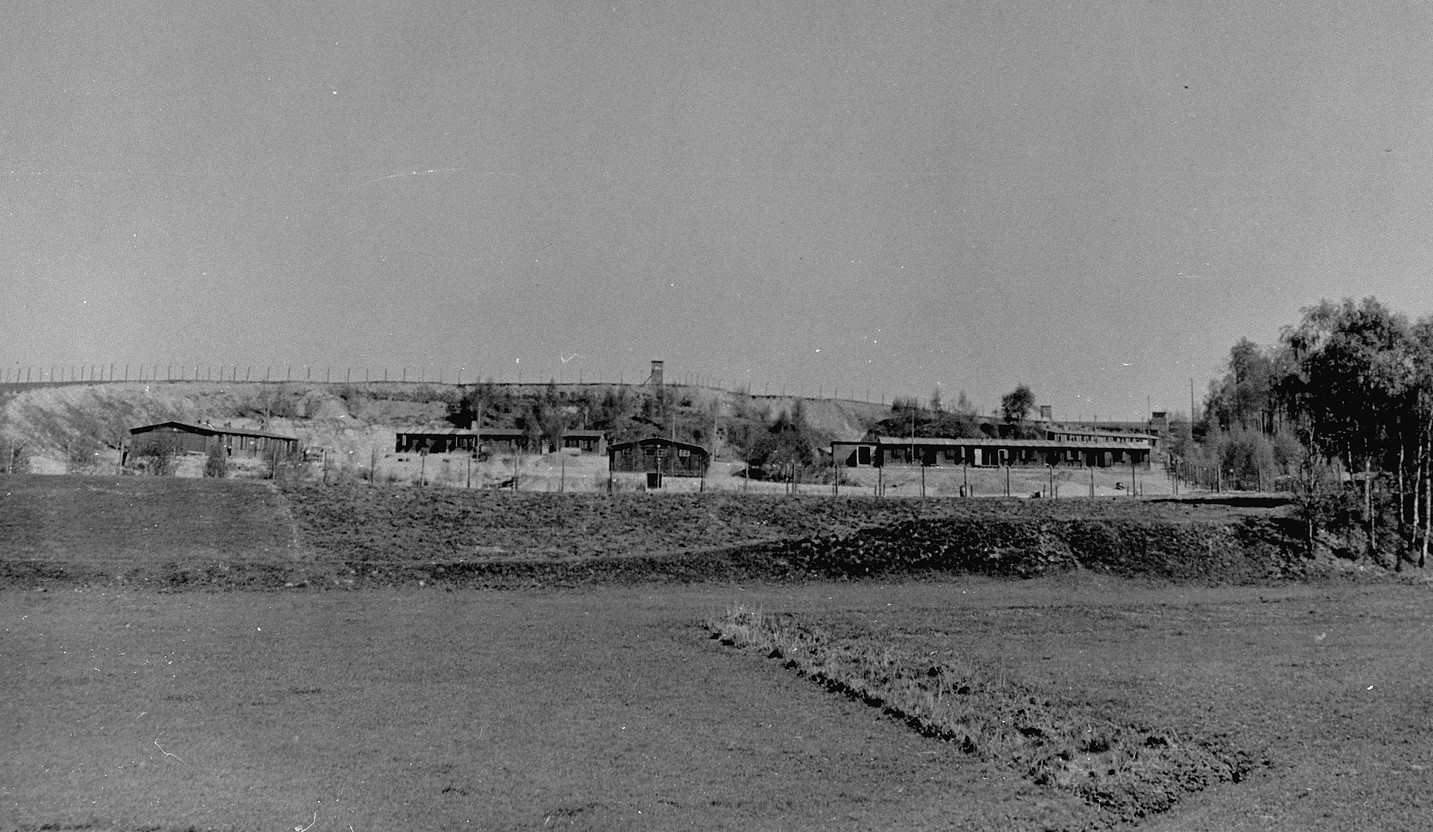
Ansicht des Außenlagers Penig nach der Befreiung

Das Außenlager Penig nahe dem heutigen Peniger Ortsteil Langenleuba-Oberhain war ein von Januar 1945 bis April 1945 bestehendes Außenlager des KZ Buchenwald für mindestens 700 weibliche KZ-Häftlinge. Die Häftlinge mussten Zwangsarbeit bei den Max-Gehrt-Werken leisten, welche die Junkers Flugzeug- und Motorenwerke belieferten.

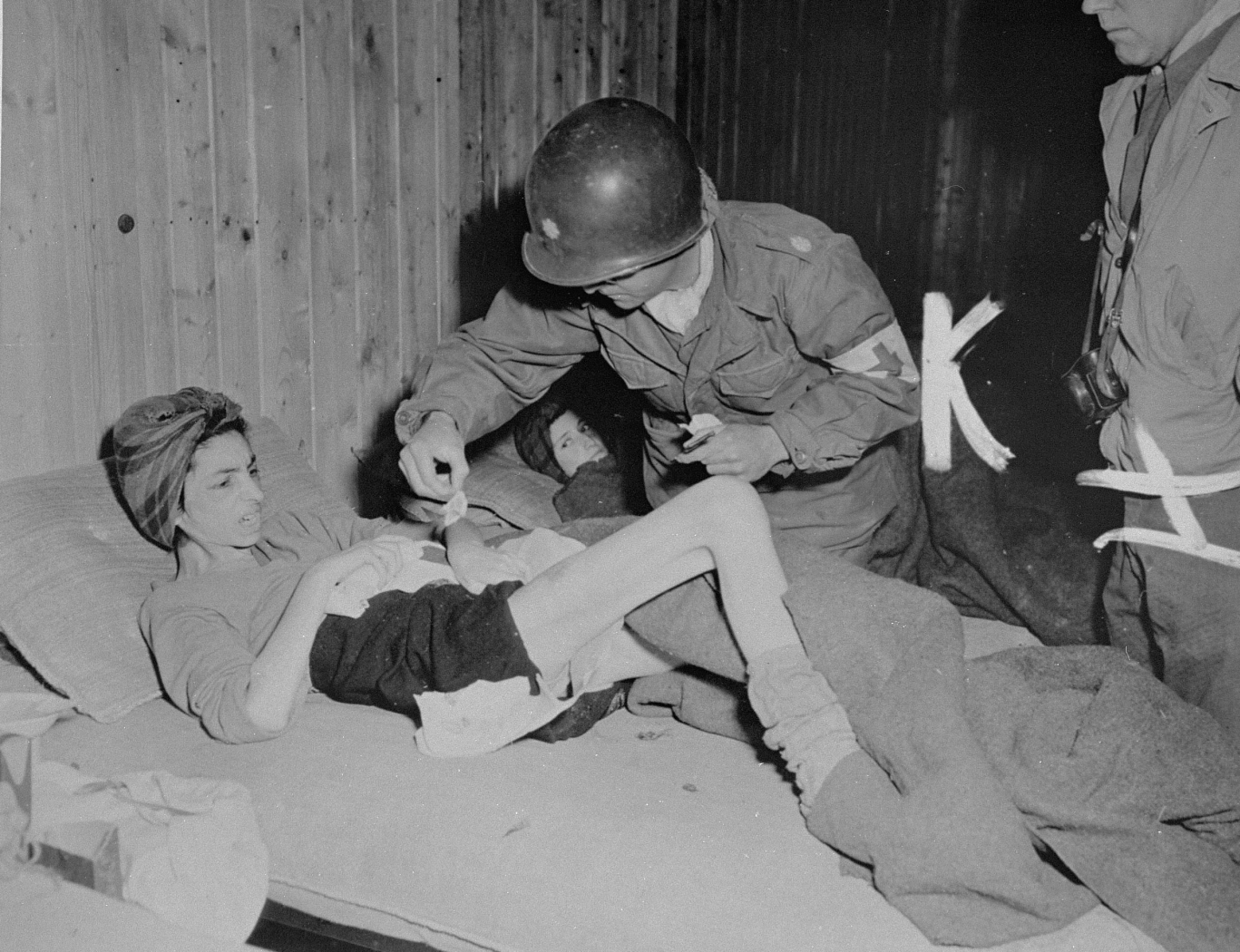
Eine der Überlebenden des KZ-Außenlagers Penig wird von Lieutenant Colonel J. W. Branch, Sanitätsoffizier der 6. Panzerdivision der 3. US-Armee, medizinisch versorgt.

## Aufbau und Funktion des Lagers und Häftlinge
Das Außenlager Penig wurde Ende 1944 im Auftrag der Max-Gehrt-Werke als umzäuntes Barackenlager auf dem Gelände einer ehemaligen Kiesgrube errichtet. Im Januar 1945 wurden 700 ungarische Jüdinnen aus dem KZ Ravensbrück in das neu errichtete Lager überstellt, wo sie am 12. oder 13. Januar 1945 eintrafen. Viele dieser Frauen kamen entkräftet und krank im Lager an. Die Frauen mussten täglich zu den Max-Gehrt-Werken drei Kilometer marschieren und dort ohne Pausen sieben Tage die Woche im Dreischichtbetrieb Flugzeugteile produzieren.
Im Lager gab es weder Ersatzkleidung noch Waschgelegenheiten. Die ungenügenden hygienischen Lagerbedingungen in Verbindung mit mangelhafter Nahrungsversorgung führten unter den Frauen zunehmend zu Entkräftung und Erkrankungen. Neben Typhus und Tuberkulose litten die Frauen unter Lungenentzündung, Furunkulose oder Wundbrand. Während der durchschnittliche Krankenstand im Januar 1945 bei 36 lag, stieg er bis März 1945 auf 96 an. Die Kranken wurden ins Krankenrevier verlegt oder Sterbenskranke in die so genannte „Krüppelbaracke“. Zeitweise gab es keine ärztliche Versorgung und ausreichend Medikamente, Verbandszeug u. ä. waren nicht im Lager vorhanden. Bis zur Auflösung des Außenlagers Penig starben mindestens zehn Häftlinge aufgrund der inhumanen Arbeitsbedingungen, dem Nahrungsmangel oder aufgrund von Krankheiten.

## Lagerpersonal
Kommandoführer im Außenlager Penig war Josef Ebenhöh, dem 26 SS-Männer und 18 Aufseherinnen unterstanden. Soweit bekannt musste sich kein Angehöriger des Wachpersonals vor Gericht verantworten, da die Beschuldigten nicht ermittelt werden konnten.

## Befreiung des Lagers
Etwa um den 13. April 1945 wurde das Außenlager geräumt, wenige Tage zuvor war noch aus Abteroda ein „Evakuierungstransport“ mit hundert weiblichen Häftlingen im Außenlager angekommen. Die Frauen mussten einen Todesmarsch antreten und wurden erst in Leitmeritz befreit, nachdem sich zuvor das Wachpersonal abgesetzt hatte. 34 Frauen liefen bis Theresienstadt. In der „Krüppelbaracke“ des Außenlagers waren rund 80 schwerkranke, entkräftete und marschunfähige Frauen ohne Versorgung zurückgelassen worden, die am 15. April 1945 von Soldaten der 6. US-Panzerdivision der US-Armee befreit wurden. Infolge der inhumanen Lagerbedingungen und der mangelhaften Versorgung starben trotz umgehender medizinischer Versorgung in einem Lazarett noch einige Frauen.
Die Zustände nach der Befreiung wurden von zwei Soldaten des United States Army Signal Corps gefilmt. Diese Aufnahmen sind eine Sequenz in dem Dokumentarfilm Nazi Concentration Camps.

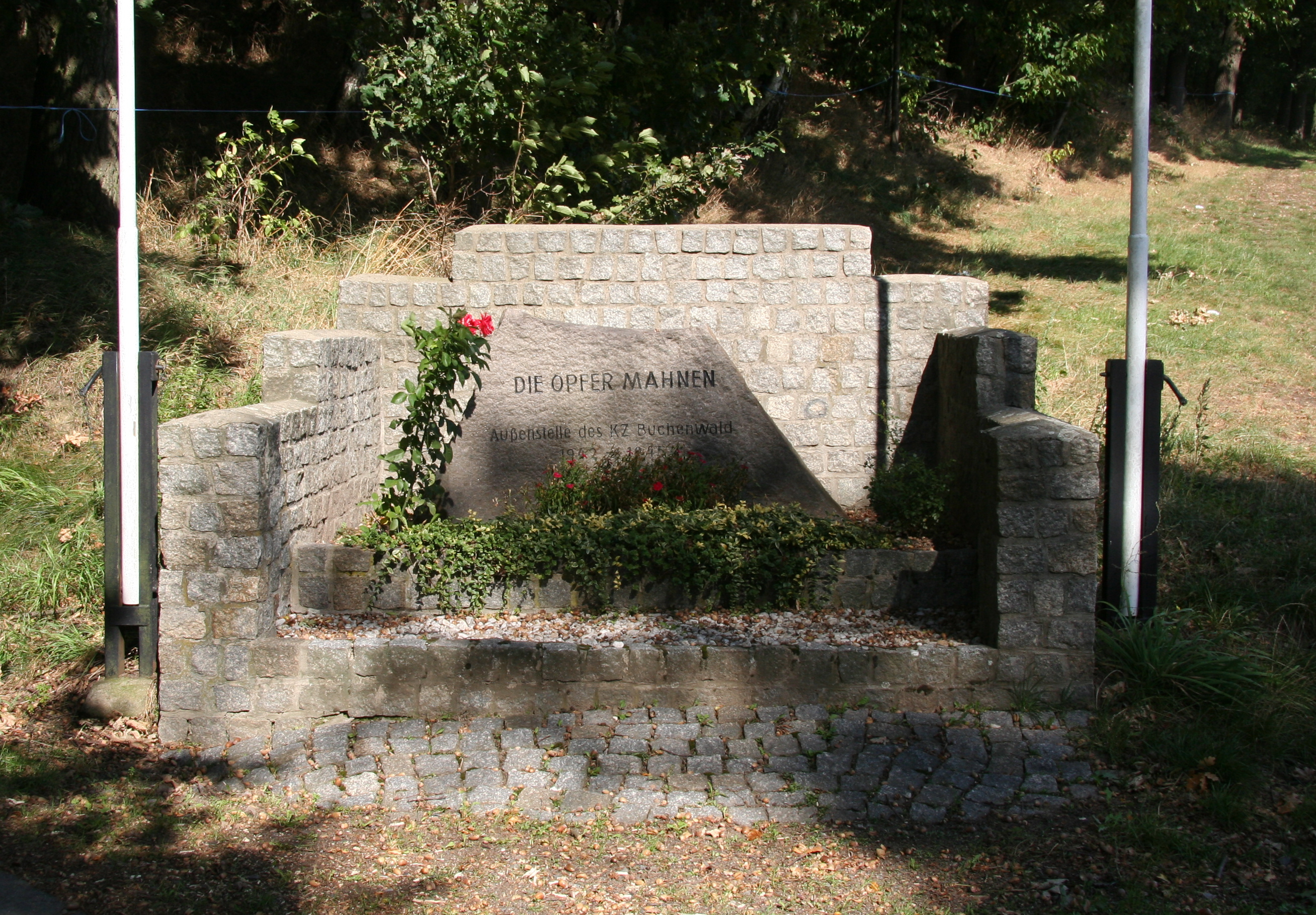
Gedenkstein an der B95 zwischen Wernsdorf und Langenleuba-Oberhain

Am früheren Lagergelände erinnert ein Gedenkstein und eine Informationstafel an das Lager. In Penig, am ehemaligen Standort der Max-Gehrt-Werke ist ebenfalls eine Informationstafel aufgestellt.